# Nancy H. Steorts
Nancy Harvey Steorts (* 28. November 1936 in Manlius, New York) ist eine US-amerikanische Regierungsbeamtin, die unter anderem zwischen 1981 und 1985 Vorsitzende der Kommission für Sicherheit von Verbraucherprodukten (US Consumer Product Safety Commission) war.

## Leben
Nancy Harvey Steorts, Tochter von Frederick William Harvey und Josephine Eliz Jones, begann nach dem Besuch der Fayetteville-Manlius High School in Manlius 1955 ein grundständiges Studium an der Syracuse University, das sie 1959 mit einem Bachelor of Science (B.S.) beendete. Sie trat der akademischen Ehrengesellschaft Alpha Phi bei und war zeitweise Mitglied des Stadtrates von Dallas. Als Anhängerin der Republikanischen Partei engagierte sie sich zwischen 1971 und 1972 im Komitee zur Wiederwahl von US-Präsident Richard Nixon. Während der zweiten Amtszeit Nixons sowie der Amtszeit von US-Präsident Gerald Ford war sie zwischen 1973 und 1977 Sonderassistentin für Verbraucherangelegenheiten von Landwirtschaftsminister Earl Butz (1973 bis 1976) sowie John Albert Knebel (1976 bis 1977). Zugleich engagierte sie sich zwischen 1976 und 1980 im Nationalen Beratungsausschuss für brennbare Stoffe (National Advisory Committee on Flammable Fabrics).
Am 4. August 1981 wurde Nancy H. Steorts als Nachfolgerin von R. David Pittle Vorsitzende der Kommission für Sicherheit von Verbraucherprodukten (US Consumer Product Safety Commission) und bekleidete dieses Amt bis zum Ende der ersten Amtszeit von US-Präsident Ronald Reagan am 30. Dezember 1984. Sie war ferner Mitglied des Nationalen Vorstandes des Nationalen Instituts für Standardisierung ANSI (American National Standards Institute), Mitglied des Nationalen Beratungsausschusses für Verbraucherschutz des Gouverneursrates des Federal Reserve System, Mitglied des Nationalen Beratungsausschusses für Exporte des US-Handelsministeriums sowie des Beirates der Brauereigruppe Coors Brewing Company.

## Veröffentlichungen
Nancy H. Steorts verfasste mehrere Bücher, die sich Verbraucher- und Sicherheitsfragen befassten. Zu ihren Veröffentlichungen gehören:
- Safety & You, 1999
- Safe Living in a Dangerous World: An Expert Answers Your Every Question from Homeland Security to Home Safety, 2003
- Your Home Safe Home: Smart Ways to Safeguard Your Home and Everyone in It, 2009